# Rhaphidophora megasperma
Rhaphidophora megasperma — вид квіткових рослин із родини Araceae, роду Rhaphidophora. Це ліана, рідним ареалом якої є п-ів Малайзія, Борнео.